# Thorstein Helstad
Thorstein Helstad (Hamar, Noruega, 28 de abril de 1977) es un futbolista noruego, se desempeña como segundo delantero y actualmente juega en el Lillestrøm SK de la Noruega.

## Selección nacional
Ha sido internacional con la Selección de fútbol de Noruega, ha jugado 38 partidos internacionales y ha anotado 10 goles.

## Clubes
| Club          | País    | Año         |
| ------------- | ------- | ----------- |
| HamKam        | Noruega | 1995 - 1997 |
| SK Brann      | Noruega | 1998 - 2002 |
| Austria Viena | Austria | 2002 - 2004 |
| Rosenborg BK  | Noruega | 2004 - 2006 |
| SK Brann      | Noruega | 2006 - 2008 |
| Le Mans FC    | Francia | 2008 - 2011 |
| AS Mónaco     | Mónaco  | 2011 -2012  |
| Lillestrøm SK | Noruega | 2012-       |

## Palmarés
Austria Viena
- Bundesliga: 2002-03
- Copa de Austria: 2003
- Supercopa de Austria: 2003

Rosenborg BK
- Tippeligaen: 2003-04, 2005-06

SK Brann
- Tippeligaen: 2006-07